# Miklós Ajtai
Miklós Ajtai (n. 2 de julio de 1946 en Budapest, Hungría), Ajtai Miklós en húngaro, es un informático teórico del Almaden Research Center de IBM. En 2003 recibió el Premio Knuth por sus numerosas contribuciones en el área de las ciencias de la computación.
Ajtai recibió su Ph.D. en 1976 en la Universidad Eötvös Loránd, y desde 1995 ha sido miembro externo de la Academia de Ciencias de Hungría.

## Artículos científicos destacables
1. Ajtai, M. (1979), «Isomorphism and higher order equivalence», Annals of Mathematical Logic 16 (3): 181-203, doi:10.1016/0003-4843(79)90001-9..
2. Ajtai, M.; Komlós, J.; Szemerédi, E. (1982), «Largest random component of a k-cube», Combinatorica 2 (1): 1-7, doi:10.1007/BF02579276..